# Умару, Маман
Маман Умару (фр. Mamane Oumarou; род. 1946, Диффа, Нигер) — нигерский государственный и политический деятель, премьер-министр Нигера в 1983, 1988—1989 годах.

## Биография
Маман Умару посещал начальную школу в Диффе с 1952 по 1958 год и Национальный лицей в Ниамее с 1958 по 1963 год.
Режим Сейни Кунче принял решение о создании поста премьер-министра, на который 24 января 1983 года был назначен Маман Умару. 14 ноября 1983 года он был назначен президентом Национального совета развития и, таким образом, занял второе место в стране после Сейни Кунче. Вместо него премьер-министром стал Хамид Альгабид.
Умару был послом в Каире с 1990 по 1996 год, аккредитован в Египте, Судане и Турции. В 1996 году он переехал в Эр-Рияд в качестве посла и был аккредитован как таковой в Саудовской Аравии, ОАЭ, Катаре, Бахрейне, Йемене и Брунее. Президент Мамаду Танджа, партийный коллега Умару, в 2008 году назначил его Медиатором Республики. Умару покинул эту должность, когда Танджа был свергнут в 2010 году.